# Бушма (посёлок)
Бушма — посёлок в Приволжском районе Астраханской области России. Входит в состав Бирюковского сельсовета.

## География
Посёлок находится в юго-восточной части Астраханской области, на левом берегу протоки Бушма дельты реки Волги, на расстоянии примерно 6 километров (по прямой) к востоку-юго-востоку (ESE) от посёлка Началово, административного центра района. Абсолютная высота — 25 метров ниже уровня моря.
Климат умеренный, резко континентальный. Характеризуется высокими температурами летом и низкими — зимой, малым количеством осадков, а также большими годовыми и летними суточными амплитудами температуры воздуха.

## История
В 1969 г. указом президиума ВС РСФСР поселок фермы № 4 колхоза имени Шести павших коммунаров переименован в Бушма.

## Население
| 2002 | 2010 |
| ---- | ---- |
| 240  | ↗262 |

По данным Всероссийской переписи, в 2010 году численность населения посёлка составляла 262 человека (125 мужчин и 137 женщин). Согласно результатам переписи 2002 года, в национальной структуре населения казахи составляли 56 %, русские — 34 %.
| Национальность | Численность (2010) | Процент |
| -------------- | ------------------ | ------- |
| Казахи         | 157                | 55,7%   |
| Русские        | 93                 | 35,2%   |
| Татары         | 10                 | 3,8%    |
| Ногайцы        | 8                  | 3%      |
| Молдаване      | 6                  | 2,3%    |
| Всего          | 264                | 100%    |

## Инфраструктура
В посёлке функционирует фельдшерско-акушерский пункт (филиал МУЗ «Приволжская центральная районная больница»).

## Улицы
Уличная сеть посёлка состоит из 3 улиц: Набережной, Рычинской и Шлюзовой.